# Neuenrade

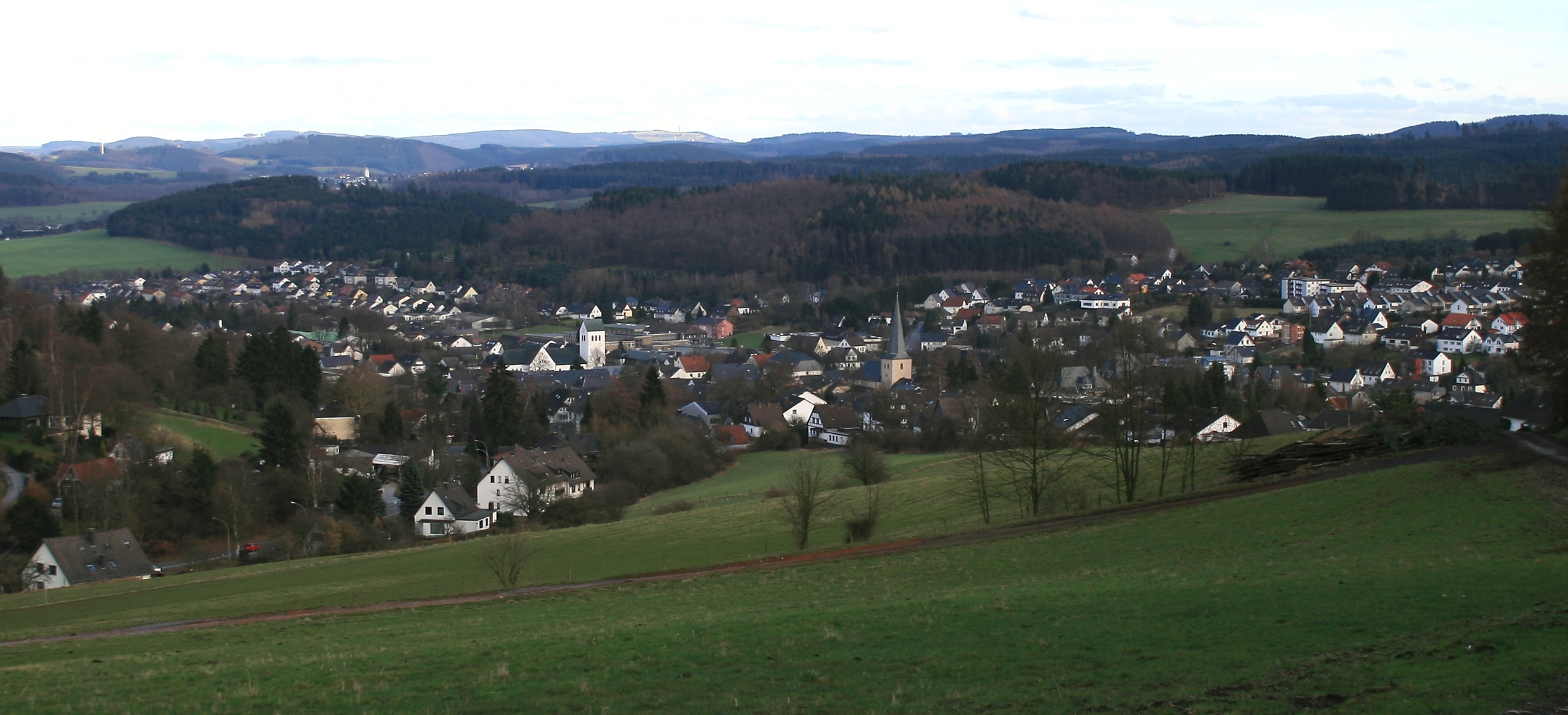
Blick von Nordwest auf Neuenrade

Neuenrade ist eine Kleinstadt im Nordwesten des Sauerlands und gehört zum Märkischen Kreis. Sie wurde von den Grafen von der Mark als Befestigung gegen die Grafschaft Arnsberg als Plansiedlung gegründet. Die Einwohnerentwicklung blieb jedoch begrenzt. Die heutige Stadtstruktur geht auf Eingemeindungen zwischen 1969 und 1975 zurück. In der Wirtschaft dominieren Kleinbetriebe und mittelständische Unternehmen.

## Geographie

### Geographische Lage
Neuenrade liegt im Osten des Märkischen Kreises an der Grenze zum Hochsauerland im oberen Tal der Hönne und ihres Nebenflusses Borke. Die Hönne entspringt im Westen von Neuenrade an der Südflanke des Großen Attigs (512 m). Sie fließt in nordöstlicher Richtung durch das Stadtgebiet und verlässt es nordwestlich von Küntrop auf einer Höhe von 270 m ü. NN. Die Borke entspringt südlich von Affeln zwischen Reckenberg (455,2 m) im Westen und Imberg (468,3 m) im Osten. Sie fließt nach Norden, durchfließt Blintrop und verlässt unterhalb von Niederhöfen das Stadtgebiet. Im Stadtgebiet entspringen zahlreiche weitere Bäche, die zumeist der Hönne zufließen. Einige im Süden und Westen entspringende Bäche gehören zum Einzugsgebiet der Lenne, die südlich des Stadtgebietes an Neuenrade vorbeifließt. Hier befindet sich an der Mündung der Höllmecke auch mit 197 m ü. NN der tiefste Punkt im Stadtgebiet.
Höchste Erhebung im Stadtgebiet ist der 513,7 m hohe Kohlberg mit dem Quitmannsturm. Weitere Erhebungen sind die Homert (511,2 m) etwa 2,2 km südlich von Altenaffeln und der Kleine Hemberg (501 m) östlich von der Homert.

### Ausdehnung des Stadtgebiets
Das 54,11 km² große Stadtgebiet erstreckt sich etwa 14 km in West-Ost-Richtung und etwa 5 km in Nord-Süd-Richtung. Die Fläche verteilt sich dabei auf 29,38 km² (54,3 %) Wald, 17,98 km² (33,2 %) landwirtschaftliche Nutzfläche. 3,82 km² (7,1 %) nehmen Gebäude-, Frei- und Betriebsflächen und 2,45 km² (4,5 %) Verkehrsflächen ein. Der Anteil der übrigen Flächen liegt unter 1 %.

### Nachbargemeinden
Im Osten grenzt Neuenrade an das zum Hochsauerlandkreis gehörende Sundern. Die Stadt grenzt im Süden an Plettenberg, im Südwesten an Werdohl, im Westen an Altena und im Norden an Hemer und Balve. Letztere gehören zum Märkischen Kreis. Die gemeinsame Grenze mit Hemer ist dabei mit etwa 1,3 km Länge der kürzeste Abschnitt.

### Stadtgliederung
Die heute bestehende Stadt Neuenrade setzt sich zusammen aus dem Ortskern Neuenrade sowie den eingemeindeten Ortsteilen Küntrop, Affeln, Blintrop und Altenaffeln (Angaben zu den Einwohnerzahlen in Klammern, Stand: 31. Dezember 2010): Neuenrade (Ortskern) (8952), Küntrop (1498), Affeln (1248), Altenaffeln (543) und Blintrop (331).

### Klima
Das Neuenrader Klima wird durch den Übergangsbereich zwischen dem ozeanischen und dem kontinentalen Klima geprägt. Verantwortlich dafür sind die vorherrschenden westlichen Winde. Die Durchschnittstemperatur lag im Jahresmittel maximal bei 19,8 °C und minimal bei −0,4 °C. In den Jahren 1961 bis 1990 lag die Jahresniederschlagsmenge bei durchschnittlich 1204 mm pro Jahr. Die Monatsdaten können dem Klimadiagramm entnommen werden.
|                       | Jan   | Feb  | Mär   | Apr  | Mai  | Jun   | Jul   | Aug  | Sep  | Okt  | Nov   | Dez   |   |         |
| Mittl. Tagesmax. (°C) | 11    | 12   | 16    | 26   | 24   | 28    | 31    | 29   | 21   | 18   | 11    | 11    | ⌀ | 19,9    |
| Mittl. Tagesmin. (°C) | −9    | −5   | −2    | −2   | 4    | 7     | 6     | 5    | 4    | −3   | −4    | −6    | ⌀ | −0,4    |
|                       |       |      |       |      |      |       |       |      |      |      |       |       |   |         |
| Niederschlag (mm)     | 119,5 | 84,9 | 104,3 | 91,3 | 88,1 | 106,7 | 111,8 | 80,8 | 89,3 | 89,6 | 109,6 | 128,8 | Σ | 1.204,7 |

| −9 |

| −5 |

| −2 |

| −2 |

| 4 |

| 7 |

| 6 |

| 5 |

| 4 |

| −3 |

| −4 |

| −6 |

| −9 |

| −5 |

| −2 |

| −2 |

| 4 |

| 7 |

| 6 |

| 5 |

| 4 |

| −3 |

| −4 |

| −6 |

| N i e d e r s c h l a g | 119,5 | 84,9 | 104,3 | 91,3 | 88,1 | 106,7 | 111,8 | 80,8 | 89,3 | 89,6 | 109,6 | 128,8 |
|                         | Jan   | Feb  | Mär   | Apr  | Mai  | Jun   | Jul   | Aug  | Sep  | Okt  | Nov   | Dez   |

## Geschichte

### Mittelalter

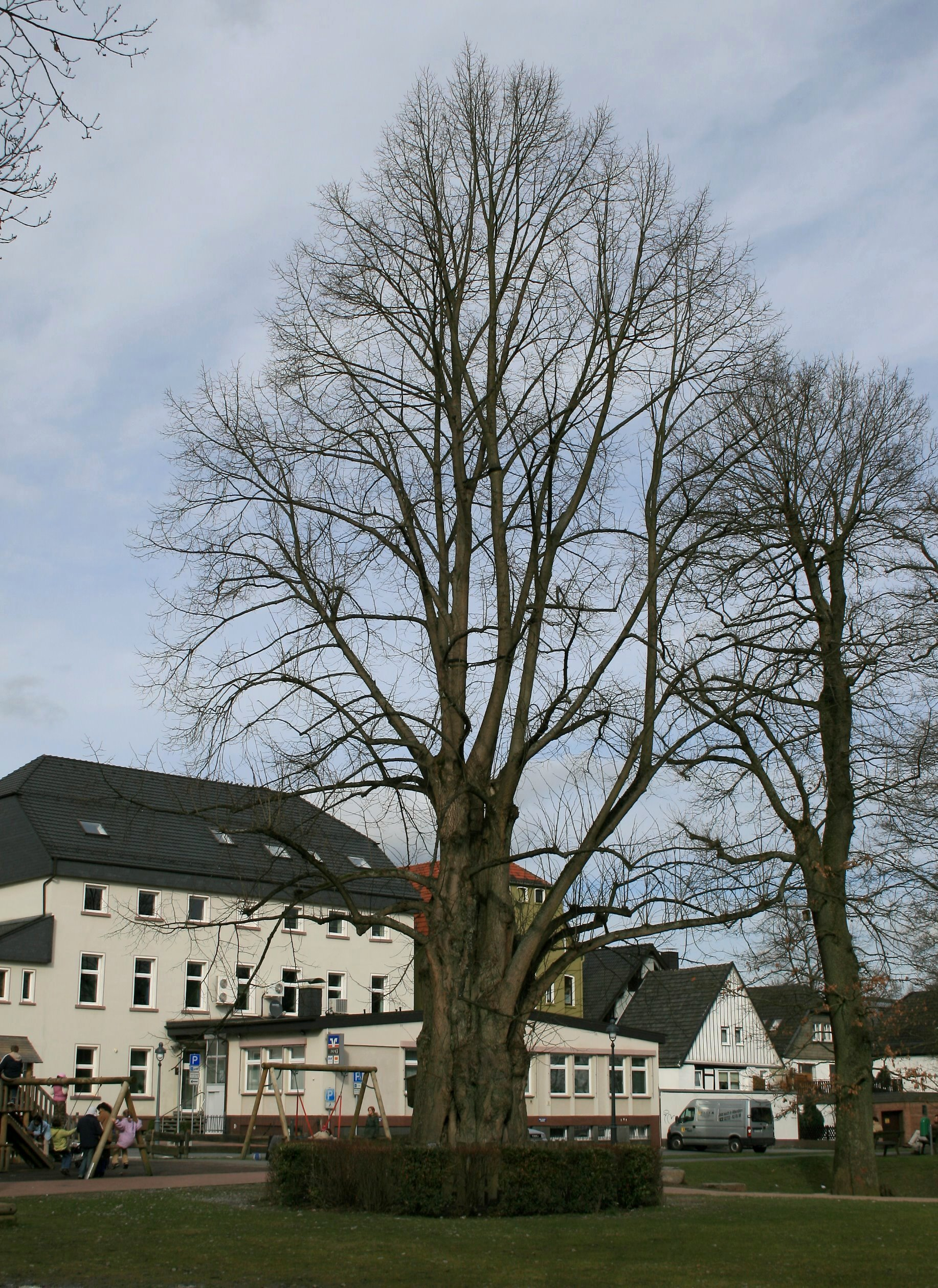
Gerichtslinde in der Parkanlage „Am Wall“

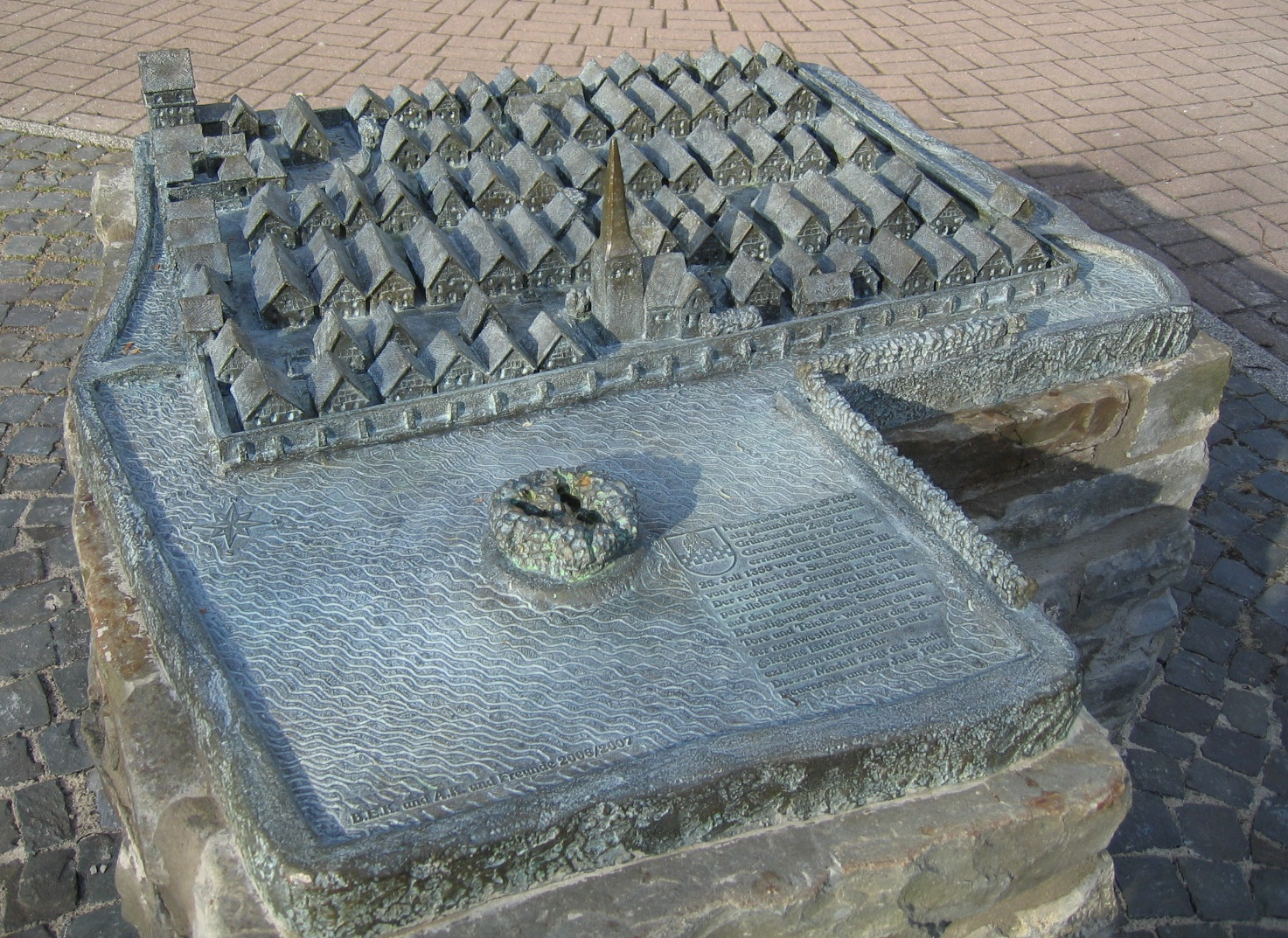
Modell der Stadt um 1600

Vom 11. bis zum 13. Jahrhundert standen auf dem Gebiet des Ortes einige Gehöfte und eine kleine Wasserburg. Der Erzabbau trug schon zu dieser Zeit zu einer positiven wirtschaftlichen Entwicklung und damit zur Erhöhung der Einwohnerzahl bei. Das Eisenerz wurde anfangs in etwa 20 Rennöfen zu Kleineisenwaren weiterverarbeitet. Der Rennofen Gut Berentrop wurde bei Ausgrabungen in gut erhaltenem Zustand entdeckt.
1220 wurde erstmals die innerhalb des heutigen Stadtgebietes gelegene Siedlung namens Rode urkundlich erwähnt. Im selben Jahr wurde das in Berentrop bei Neuenrade gelegene Prämonstratenserstift urkundlich genannt.
Im 13. und 14. Jahrhundert festigten die Grafen von der Mark ihre Herrschaft in der Grafschaft gegen die Landesherren der Umgebung durch die Anlage von Burgen und Städten. Hierzu gehörte auch Neuenrade, das nahe der Grenze zur Grafschaft Arnsberg entstand. Im Jahr 1353 begann Gerhard von Plettenberg mit der Anlage einer Burg und einer daran angrenzenden kleinen befestigten Stadt (oppidum). Als geplanter Ort wies Neuenrade einen schachbrettartigen Grundriss auf. Die ersten Siedler kamen aus dem ehemaligen Dorf Rode und wurden zur Ansiedlung in Nyenrade gezwungen.
Am 7. Juli 1355 erhielt der Ort Stadtrechte. Damit verbunden waren städtische Gerichtsbarkeit, Selbstverwaltung und das Marktrecht. Der Rat der Stadt bestand aus elf Ratsherren und dem Bürgermeister. In der Burg wohnten die Drosten von Neuenrade, die die hohe Gerichtsbarkeit ausübten, von der noch die alte Gerichtslinde in der Parkanlage am Wall zeugt. 1521 brannte die Burg ab und verfiel danach.

### Neuzeit
Neuenrade gehörte als Beistadt von Lüdenscheid der Hanse an. Wichtigste Exportgüter waren die am Ort produzierten Kleineisenwaren. In der frühen Neuzeit kam die Tuchproduktion hinzu, die zeitweise die Bedeutung der Eisenproduktion übertraf. Neben den Rennöfen wurden ab dem 16. Jahrhundert Osemundschmieden gebaut, die das hochwertige Osemundeisen herstellten. Um 1690 gab es neun von diesen Schmieden am Ort. Der Handel wurde um diese Zeit vor allem mit den Städten der Umgebung abgewickelt.
Verschiedene Male wurde Neuenrade durch Brände in Mitleidenschaft gezogen, von denen mindestens elf überliefert sind. Auch durch diese Rückschläge blieb die Entwicklung der Stadt begrenzt. So wurde Neuenrade im Jahr 1660 als „Städtlein“ bezeichnet.
Im 19. Jahrhundert wurde der Ort von der industriellen Entwicklung erfasst. Feste Straßen ins Lennetal verbesserten die Handelsverbindungen in die dortigen Städte und brachten indirekt eine Anbindung an die Eisenbahn (Ruhr-Sieg-Strecke). Erst im Jahr 1912 erhielt die Stadt mit der Hönnetal-Bahn einen eigenen Eisenbahnanschluss.
Im Vorfeld der Machtergreifung der Nationalsozialisten kam es im August 1932 zu einer Schießerei zwischen drei Neuenrader SS-Männern und einem örtlichen Kommunisten, was starke Spannungen zur Folge hatte. Nach der Machtübernahme wurden Kommunisten und Sozialdemokraten verhaftet und die Neuenrader Kommunisten in ein Gefängnis nach Werl gebracht. Nachdem die NSDAP die Macht vor Ort gefestigt hatte, begann die Gleichschaltung der Vereine und Gruppierungen. Der Turnverein und der Fußballverein Neuenrade wurden zum TuS zusammengeschlossen, die im Ort traditionelle Gesellschaft „Erholung“ von 1854 wurde verboten. Eine jüdische Familie musste aufgrund der nationalsozialistischen Steuerpolitik (die die Juden schwer sanktionierte) aus Geldmangel ihren Grundbesitz an die Gemeinde verkaufen und verlor so fast ihren gesamten Besitz. Besonders markant verlief in Neuenrade der Kirchenkampf. Der in Neuenrade tätige evangelische Pfarrer Krause war einer der führenden Köpfe der „Deutschen Christen“ und somit im Gegensatz zu den „Bekennenden Christen“ Anhänger der Nationalsozialisten.
Nach dem Beginn des Zweiten Weltkrieges expandierte in Neuenrade besonders das ortsansässige Zweigwerk des Kruppkonzerns. Zum Einsatz kamen hier wie auch anderswo auf dem Stadtgebiet Zwangsarbeiter. Während des Zweiten Weltkriegs gab es in Neuenrade relativ geringe Schäden. Durch einen schweren Bombenabwurf wurde die „Villa Suhr“ des Fabrikanten Heinrich Suhr (* 1869) zerstört. Dieser hatte 1889 in Neuenrade eine Musikinstrumentenfabrik gegründet, die zwischenzeitlich auch als „Erste und älteste Neuenrader Harmonika-Fabrik gegründet 1889“ firmierte. Nach der Bombardierung am 7. April 1945 wurde das Unternehmen nicht wieder aufgebaut und die Verkaufsfilialen in den Niederlanden und in Amerika geschlossen.
Neuenrade war lange Zeit Sitz des Amtes Neuenrade, zu dem auch die Orte Dahle, Werdohl und Ohle gehörten. Ende des 19. Jahrhunderts wurde Werdohl selbstständig und Ohle Plettenberg angegliedert. Dahle wurde bei der Auflösung des Amtes Neuenrade 1969 nach Altena ausgegliedert. Die ehemals selbstständige Gemeinde Küntrop aus dem Amt Balve im Kreis Arnsberg wurde gleichzeitig in die neue Stadt eingegliedert.

### Religionen

#### Geschichte
1366 ließ der Landesherr eine Kapelle bauen. Neuenrade blieb aber weiterhin eine Filiale der Pfarrei Werdohl. Neuenrade wurde wie andere Städte der Grafschaft Mark schon lange vor 1564 protestantisch. Im Rahmen der Neuenrader Kirchenordnung erschien im Jahr 1564 das erste deutschsprachige Gesangbuch in Westfalen. Seit 1573 setzte sich das reformierte Bekenntnis durch.
Im Jahr 1849 hatte der Ort 1235 evangelische, 57 katholische und 15 jüdische Einwohner. Durch die Eingemeindung der ehemals zum überwiegend katholischen Herzogtum Westfalen gehörenden Stadtteile veränderte sich die konfessionelle Zusammensetzung. Im Jahr 2005 waren 39 Prozent der Einwohner katholisch, 37 Prozent waren protestantisch. 24 Prozent gehörten einer anderen Konfession oder Religionsgemeinschaft an oder waren konfessionslos. Neben evangelischen und katholischen Kirchengemeinden existiert auch eine freikirchliche Gemeinde.
Die Muslime Neuenrades sind u. a. über den Verein Türkisch-islamisches Kulturzentrum in Neuenrade und Umgebung organisiert.
An seinem Sitz in der Bahnhofstraße hatte dieser Verein die AMGT Ayasofya Moschee von Millî Görüş gegründet, die in Mevlana Moschee umbenannt wurde und am neuen Standort Schöntaler Weg errichtet werden wird als die neue Mevlana Camii (IGMG).

#### Konfessionsstatistik
Laut der Volkszählung 2011 waren im Jahr 2011 36,4 % römisch-katholisch, 35,0 % der Einwohner evangelisch und 28,7 % waren konfessionslos, gehörten einer anderen Glaubensgemeinschaft an oder machten keine Angabe. Mit Stand Juni 2025 waren von den 12.004 Einwohnern 28,8 % katholisch, 27,9 % evangelisch und 43,3 % der Einwohner hatten eine Sonstige oder keine Konfessionszugehörigkeit. Der Anteil der evangelischen und katholischen Kirchenmitglieder an der Gesamtbevölkerung ist demnach im beobachteten Zeitraum gesunken.

### Eingemeindungen
Am 1. Januar 1969 wurde das Amt Neuenrade, das bis dahin dem Landkreis Altena angehörte, aufgelöst. Dies geschah im Zuge der ersten Phase der Gebietsreform in Nordrhein-Westfalen. Dabei ging es um die kommunale Neugliederung des ländlichen Raumes unter anderem durch die Auflösung der Ämter. Die früher zum Amt gehörende Gemeinde Dahle kam zur Stadt Altena. Gleichzeitig kam die früher zum Amt Balve (Landkreis Arnsberg) gehörende Gemeinde Küntrop zur Stadt Neuenrade.
Die ehemals eigenständigen Gemeinden Freiheit Affeln, Altenaffeln und Blintrop (mit Ausnahme vereinzelter Blintroper Flurstücke) wurden am 1. Januar 1975 infolge der zweiten Phase der Verwaltungs- und Gebietsreform nach dem Sauerland/Paderborn-Gesetz Stadtteile von Neuenrade durch Eingliederung.

### Einwohnerentwicklung
Um das Jahr 1800 lebten nur etwa 1.000 Menschen in Neuenrade. Die Einwohnerzahl stieg anfangs nur langsam an. 1900 waren es etwa 2.000, in den 1930er Jahren 3.000. Nach dem Zweiten Weltkrieg kamen viele Flüchtlinge und Vertriebene nach Neuenrade. 1955 wurden etwa 5.000 Einwohner verzeichnet. Nach der Eingemeindung Küntrops 1969 waren es 7.500 Einwohner, 1975 nach der Gemeindereform 10.600, und aktuell stagniert die Zahl bei etwa 12.000 Einwohnern.
| Jahr | Einwohner |
| ---- | --------- |
| 1722 | 614       |
| 1765 | 1.125     |
| 1800 | 1.000     |
| 1849 | 1.307     |
| 1885 | 1.635     |
| 1900 | 2.000     |
| 1905 | 2.145     |
| 1925 | 2.676     |
| 1933 | 2.779     |
| 1939 | 3.076     |
| 1955 | 5.000     |
| 1961 | 6.137     |
| 1970 | 7.500     |
| 1974 | 8.633     |
| 1975 | 10.306    |
| 1977 | 10.597    |

| Jahr | Einwohner |
| ---- | --------- |
| 1980 | 11.145    |
| 1982 | 11.169    |
| 1985 | 11.165    |
| 1987 | 11.245    |
| 1990 | 11.679    |
| 1992 | 11.872    |
| 1995 | 12.009    |
| 1997 | 12.310    |
| 2000 | 12.346    |
| 2001 | 12.377    |
| 2002 | 12.424    |
| 2003 | 12.514    |
| 2004 | 12.401    |
| 2005 | 12.379    |
| 2006 | 12.325    |
| 2007 | 12.209    |

| Jahr | Einwohner |
| ---- | --------- |
| 2008 | 12.229    |
| 2009 | 12.145    |
| 2010 | 12.146    |
| 2011 | 12.057    |
| 2012 | 12.011    |
| 2013 | 12.017    |
| 2014 | 11.995    |
| 2015 | 12.024    |
| 2016 | 12.012    |
| 2017 | 11.965    |
| 2018 | 11.982    |
| 2022 | 11.793    |

Die Zahlen bis 1905 einschließlich stammen von A. Ludorff (siehe Literaturliste). Die Zahlen von 1800, 1900 und 1955 sind Schätzungen. Ab dem Jahr 1975 beruhen die Zahlen auf der Fortschreibung des Landesamts für Datenverarbeitung und Statistik NRW.

## Politik
- CDU: 16
- FWG: 4
- SPD: 5
- FDP: 4
- Grüne: 3

### Stadtrat
Der aus 32 Sitzen bestehende Stadtrat wurde am 13. September 2020 bei der Kommunalwahl in Nordrhein-Westfalen neu gewählt. Die CDU erreichte 16 Sitze, die SPD fünf Sitze, die FWG und die FDP vier Sitze und die Grünen erlangten drei Sitze.
Anzahl der Ratsmitglieder:
| Partei   | 1994 | 1999 | 2004 | 2009 | 2014 | 2020 |
| -------- | ---- | ---- | ---- | ---- | ---- | ---- |
| SPD      | 10   | 7    | 6    | 4    | 6    | 5    |
| CDU      | 18   | 20   | 21   | 18   | 20   | 16   |
| Grüne    | –    | 2    | 2    | 2    | 1    | 3    |
| FDP      | 3    | 3    | 3    | 2    | 1    | 4    |
| FWG      | –    | –    | –    | 6    | 4    | 4    |
| Sonstige | 2    | –    | –    | –    | –    | -    |

### Bürgermeister
Seit der Kommunalwahl 2014 ist Antonius Wiesemann von der CDU Bürgermeister von Neuenrade. Seine Vorgänger waren Klaus-Peter Sasse (1999–2014) und Hans Schmerbeck, der seit 8. Oktober 1964 dieses Amt innehatte. Am 3. Oktober 1999 wurde Schmerbeck zum Ehrenbürger ernannt.

### Ergebnisse der letzten Parlamentswahlen
| Partei          | Europaparlament 25. Mai 2014 | Landtag NRW 14. Mai 2017 | Bundestag (Zweitstimmen) 24. September 2017 | Europaparlament 26. Mai 2019 |
| --------------- | ---------------------------- | ------------------------ | ------------------------------------------- | ---------------------------- |
| CDU             | 47,6 %                       | 37,3 %                   | 35,2 %                                      | 35,0 %                       |
| SPD             | 30,3 %                       | 21,5 %                   | 26,0 %                                      | 18,7 %                       |
| Grüne           | 5,2 %                        | 3,5 %                    | 4,8 %                                       | 17,8 %                       |
| FDP             | 3,1 %                        | 12,5 %                   | 14,6 %                                      | 7,7 %                        |
| AfD             | 4,9 %                        | 8,3 %                    | 11,2 %                                      | 9,4 %                        |
| Die Linke       | 2,6 %                        | 2,8 %                    | 4,7 %                                       | 2,6 %                        |
| Sonstige        | 7,6 %                        | 4,1 %                    | 3,6 %                                       | 9,6 %                        |
| Wahlbeteiligung | 58,1 %                       | 68,8 %                   | 77,2 %                                      | 61,9 %                       |

### Wappen
Blasonierung
Von Gelb und Weiß durch einen dreireihig rot-weiß geschachten Balken geteilt; oben die wachsende rot gekleidete, gelb gekrönte Gottesmutter mit blauem Mantel, auf dem rechten Arm das Jesuskind, beide weiß nimbiert; unten ein durchgehendes schwarzes Kreuz.
Beschreibung
Die Titularstadt Neuenrade bekam ihr Wappen offiziell am 25. November 1912 verliehen. Das Stadtwappen zeigte das Wappen der Grafen von der Mark – den rot-weißen Schachbrettbalken auf gelbem Grund – mit der Gottesmutter Maria über dem Balken. Dieses Wappen wurde bereits seit dem Mittelalter verwendet, wie eine Schnitzerei an der Kanzel der Stadtkirche aus dem 16. Jahrhundert (heutige ev. Kirche) zeigt. Ursprünglich befand sich das Marienbild oberhalb des Schildes, wann es in den Wappenschild übernommen wurde, ist unbekannt. Nach der Vergrößerung der Stadt 1975 – die Gemeinden Affeln, Altenaffeln und Blintrop aus dem Amt Balve kamen hinzu – wurde zunächst das alte Wappen weitergeführt. 1978 begannen Bestrebungen, das Wappen zu erneuern. Im Schildfuß wurde das Kurkölnische Kreuz eingefügt, was die früher zu Kurköln gehörenden Gemeinden des ehemaligen Amtes Balve repräsentiert. Am 23. März 1979 wurde das neue Wappen genehmigt, der Entwurf stammte von Prof. Heinrich Hußmann aus Köln.

### Städtepartnerschaften
- Die mit Dinxperlo in den Niederlanden seit 1978 bestehende Städtefreundschaft wurde ab dem 5. April 1984 als Städtepartnerschaft fortgesetzt. Seit dem 1. Januar 2005 ist Dinxperlo ein Ortsteil von Aalten. Der Aaltener Gemeinderat und der Neuenrader Stadtrat haben Beschlüsse über die weitere Pflege und den Ausbau der Partnerschaft gefasst.
- Mit der Stadt Klingenthal im sächsischen Vogtlandkreis besteht seit 1990 eine partnerschaftliche Beziehung.[33]

## Kultur und Sehenswürdigkeiten

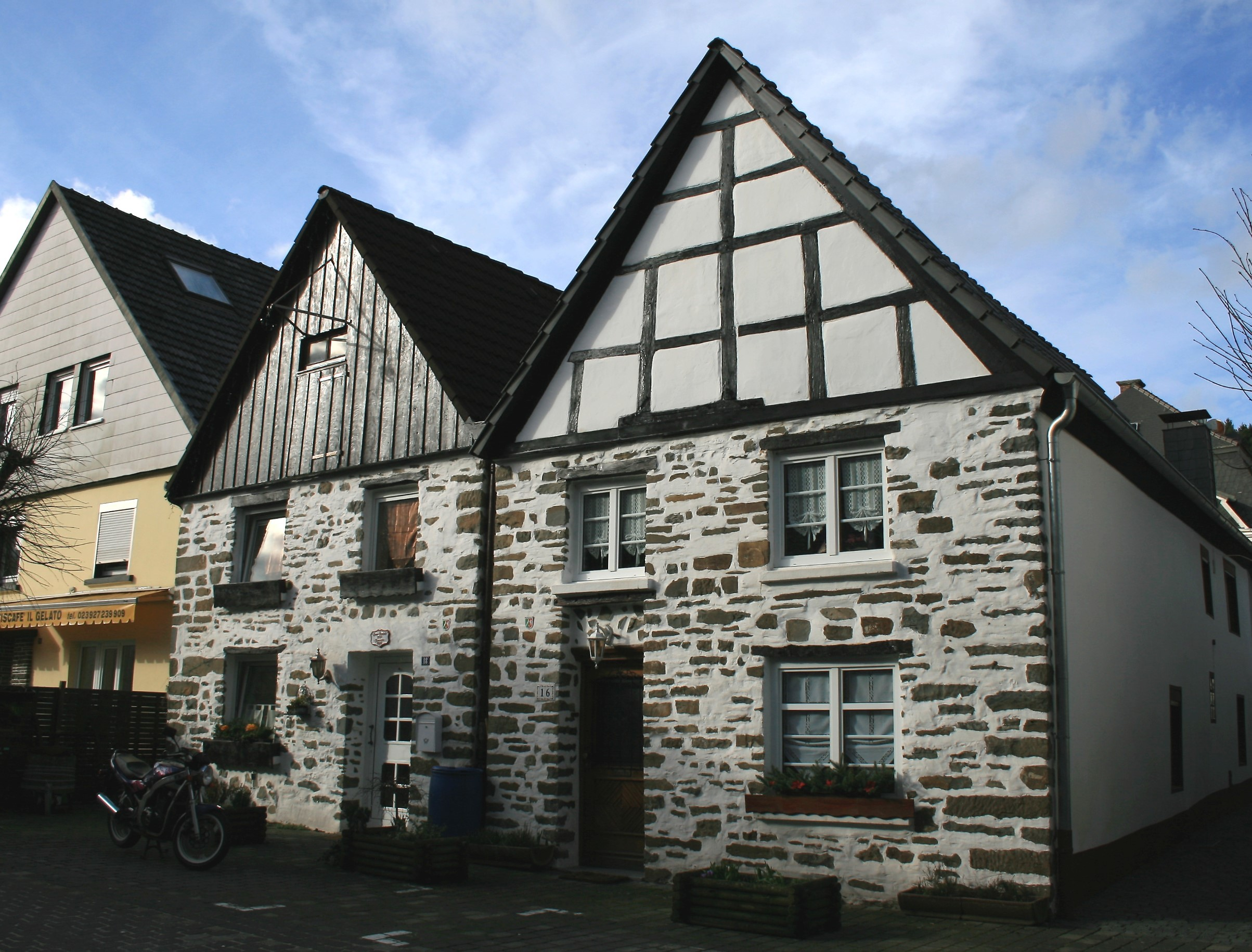
Denkmalgeschützte Häuser in der Altstadt

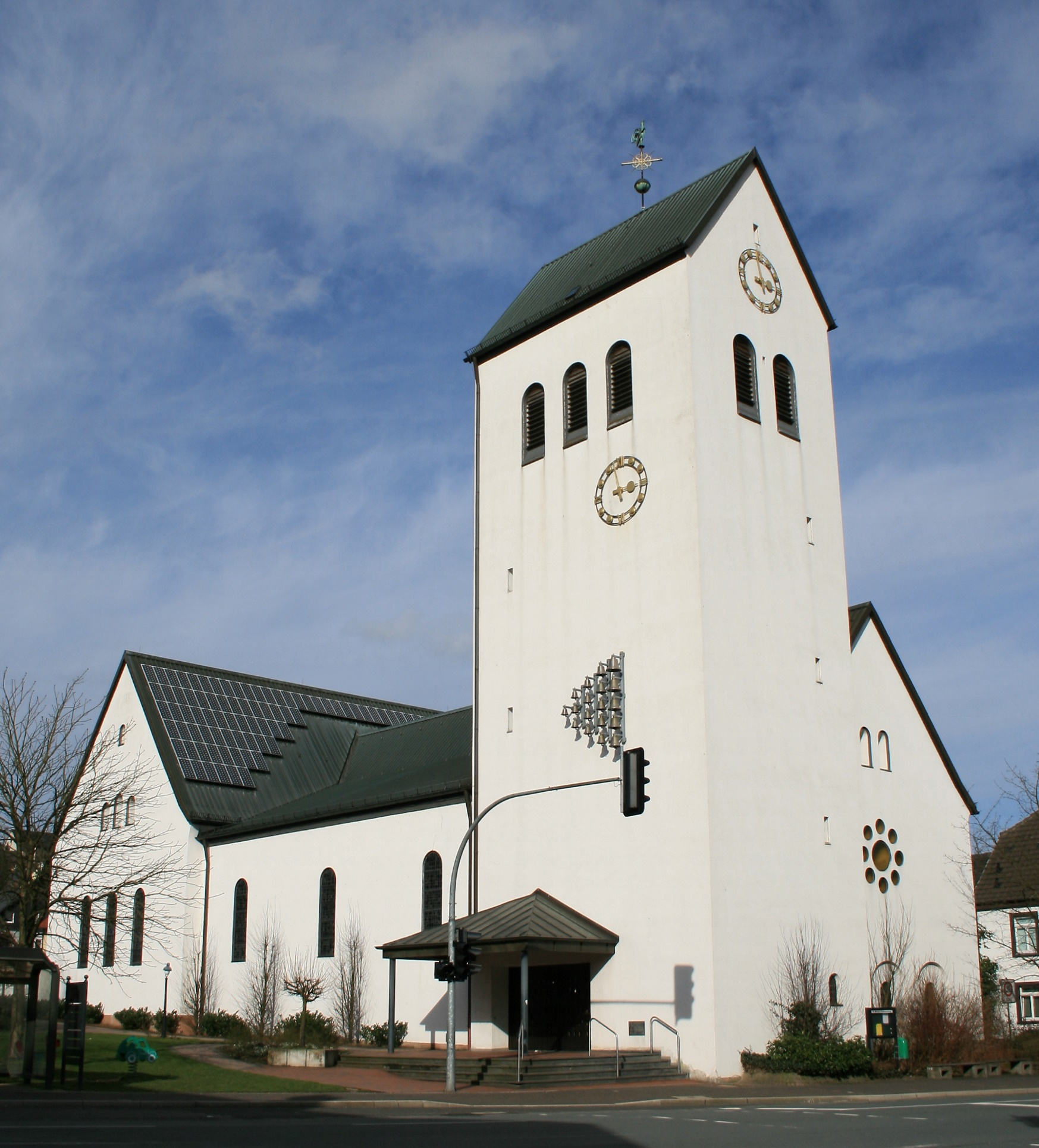
St.-Marien-Heimsuchung

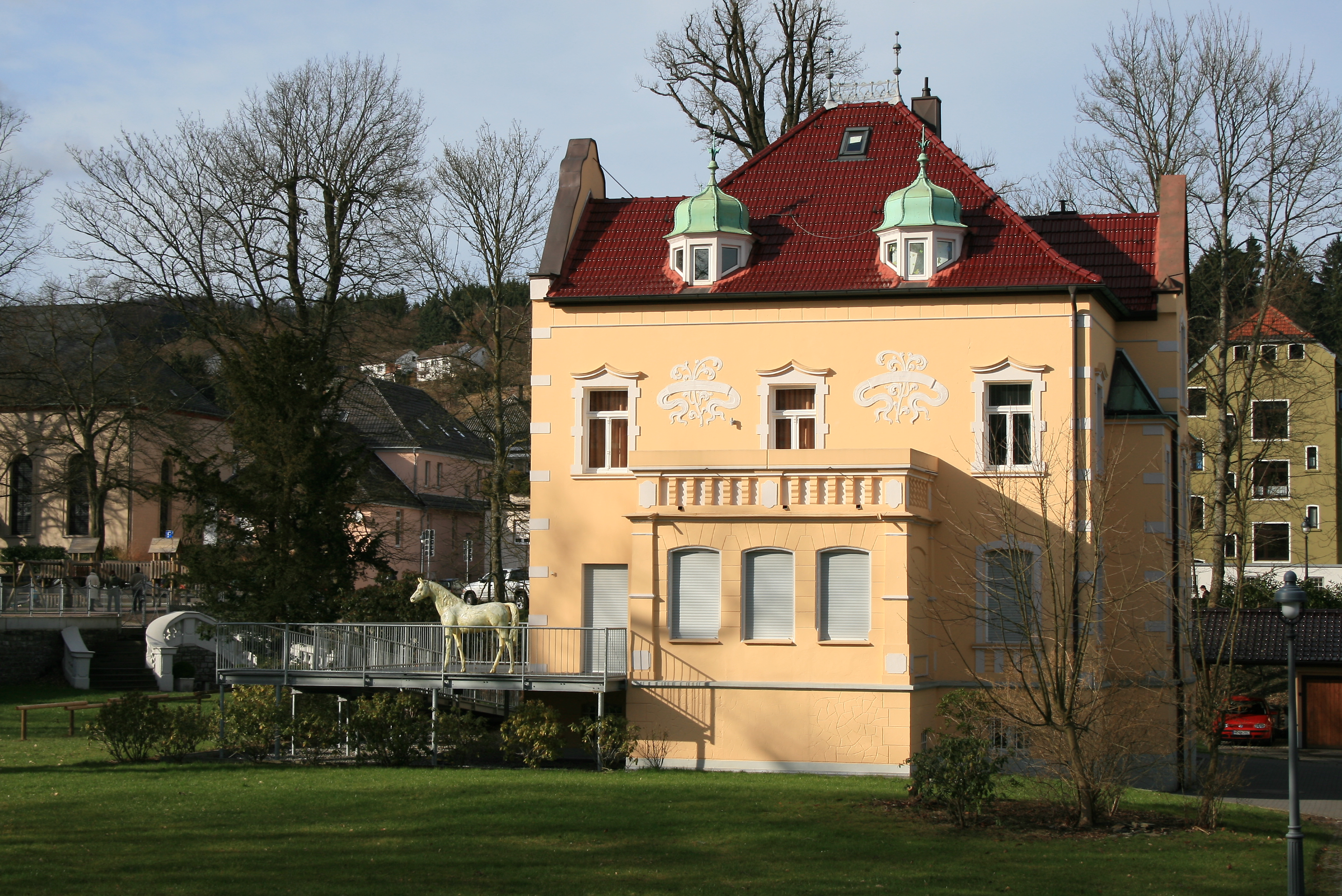
Villa Herfeld

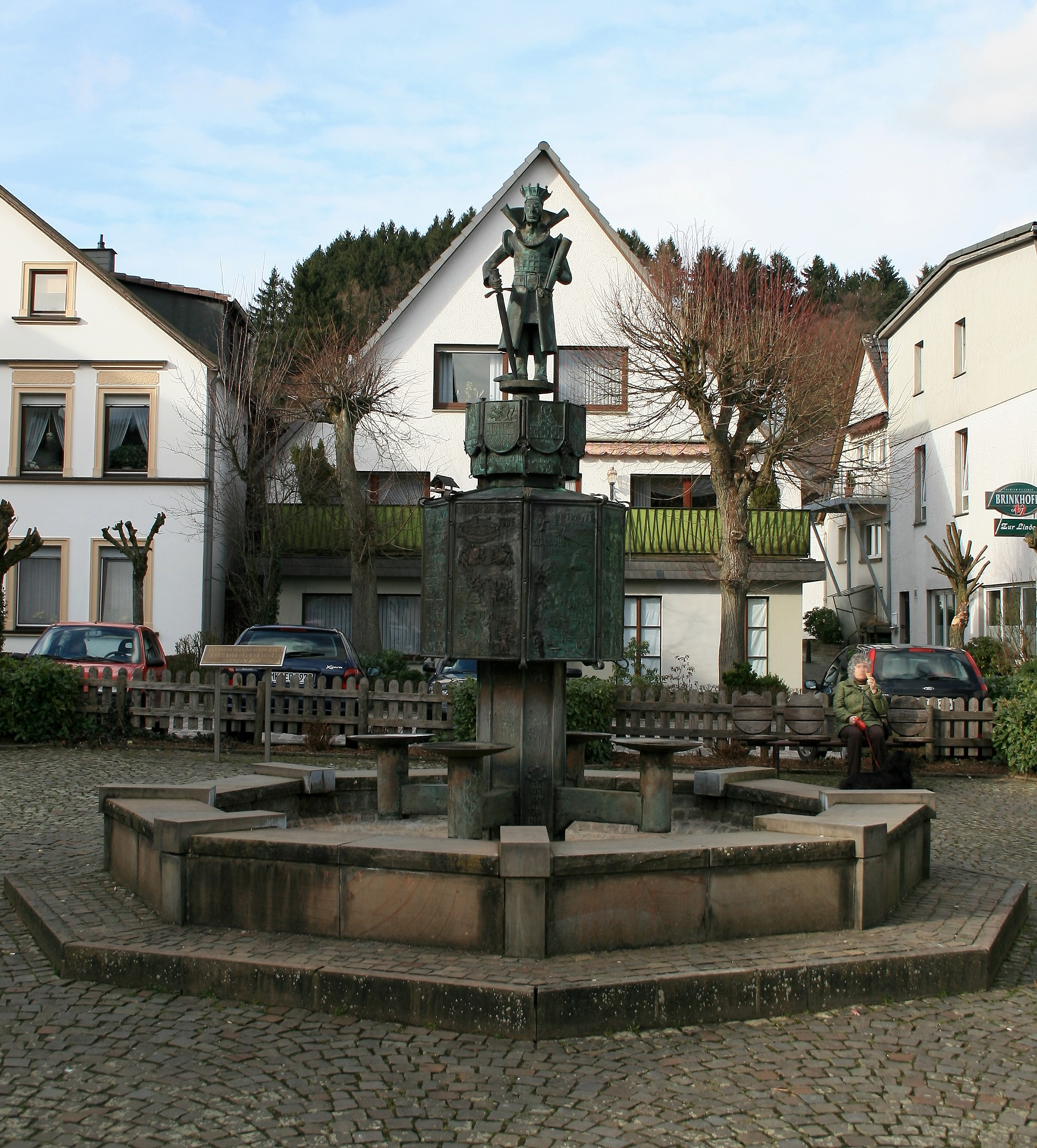
Stadtbrunnen

Das städtische Kulturprogramm, wozu auch Theateraufführungen im Saal des Hotels Kaisergarten gehören, findet in der Villa am Wall, den örtlichen Kirchen und in der Affelner Mehrzweckhalle statt. 2007 gründete sich zudem ein Kulturverein, der es sich zur Aufgabe gemacht hat, das städtische Kunst- und Kulturangebot zu erweitern. Hierzu gehören unter anderem durch die Landesregierung geförderte Jugendprojekte.

### Musik
In Neuenrade sind zwei Musikvereine ansässig: der Musikverein Neuenrade und der Musikverein Affeln. Darüber hinaus gibt es noch die Musikschule Lennetal. Als weitere musikalische Gruppen sind das Tambourcorps Küntrop e. V., das 1921 hauptsächlich auf Initiative von Adolf Linke gegründet wurde, und der evangelische Posaunenchor Neuenrade aktiv.
Es sind auch mehrere Vereine im Bereich der Chormusik tätig. In Neuenrade gibt es den MGV Liedertafel und den Evangelischen Frauenchor sowie den Katholischen Kirchenchor, in Affeln den MGV Liederkranz (Meisterchor des Chorverbandes NRW), den Frauenchor, den Kinderchor sowie mit dem Männerquartett HotB und dem Frauenchor Southland Voices zwei Barbershop-Ensembles. In Altenaffeln besteht als gemischter Chor die Chorgemeinschaft.

### Bauwerke
Zwischen 1220 und 1324 (bzw. ca. 1600) bestand in Berentrop ein Chorherrenstift der Prämonstratenser. Das Kloster wurde nach Auszug der Kanoniker in einen Gutsbetrieb umgewandelt und befindet sich heute im Privatbesitz. Am Wegesrand besichtigen kann man den Privatfriedhof der Familie Schniewindt, der ehemaligen Gutsbesitzer von Berentrop.
Die katholische Pfarrkirche St. Marien Heimsuchung entstand im Jahr 1360; damals wurde von Graf Engelbert III. die Kapelle „Unserer lieben Frau“ gestiftet. Sechs Jahre später wurden die Gebetsstätte zur Pfarrkirche mit Taufstein erhoben und ein Friedhof angelegt. Im Jahr 2001 erfolgte die Einweihung eines Glockenspiels am Kirchturm.
In der evangelischen Kirche in Neuenrade befindet sich eine mit vielen Holzschnitzereien verzierte Kanzel. Das Gebäude ist als Baudenkmal eingestuft.
Im Ortsteil Affeln wurde in der Mitte des 13. Jahrhunderts aus Bruchsteinmauerwerk die dreijochige katholische Pfarrkirche St. Lambertus als Hallenkirche (spätromanisch) erbaut. Sie beherbergt einen flandrischen Klappaltar etwa aus der Zeit von 1500 bis 1530. Das Gebäude wurde am 23. April 1985 unter Denkmalschutz gestellt.
Die Mevlana Moschee Neuenrade befindet sich in der Bahnhofstraße, die Planungen für das Neubauprojekt am Schöntaler Weg sind weit fortgeschritten.
Die Villa am Wall (ehemals Villa Herfeld), liegt im Zentrum der Stadt Neuenrade und ist umgeben von einem parkähnlichen Garten. Das Gebäude wurde im Jahr 1903 im Jugendstil erbaut und von Friedrich und Ida Herfeld bewohnt. Bis zum Jahr 1933 betrieb die Familie Herfeld ein Unternehmen, das sich hauptsächlich mit der Herstellung und dem Handel von Blasinstrumenten sowie Akkordeons befasste. Ab 1933 wurde die Produktion auf Fahrräder der Marke Vaterland umgestellt. In der Villa Herfeld lebte ab 1967 Friedrich Walter Herfeld (1933–1987) mit seiner Familie. Im Jahr 2000 übernahm die Stadt Neuenrade die am 31. Mai 2000 unter Denkmalschutz gestellte Villa.
Die Städtische Gemeinschaftsgrundschule Neuenrade – Burgschule liegt im Zentrum der Stadt zwischen der evangelischen Kirche, dem Stadtpark Am Wall und dem Rathaus. Ihren Beinamen Burgschule hat sie von einer befestigten Anlage („Auf der alten Borg“), die sich auf einem inselartigen Platz befand, der von einem großen Burggraben umgeben war. Die ehemalige Wasserburg-Anlage bestand bereits vor der Stadtgründung 1355. Das Schulgebäude selbst besteht aus einem Altbau aus dem Jahr 1912 und mehreren neueren Anbauten.
Ein in der Neuenrader Altstadt 1990 errichteter Stadtbrunnen zeigt auf acht Tafeln wichtige Ereignisse der Stadtgeschichte. Auf dem Brunnen ist als Figur Graf Engelbert III. von der Mark dargestellt, der Verleiher der Stadtrechte (1355).
Als Aussichtsturm dient der Quitmannsturm auf dem Kohlberg. Er ist 14 Meter hoch, wurde 1893 als Holzkonstruktion errichtet und 1986 in Stahlkonstruktion erneuert.

### Schutzgebiete für die Natur und Parks

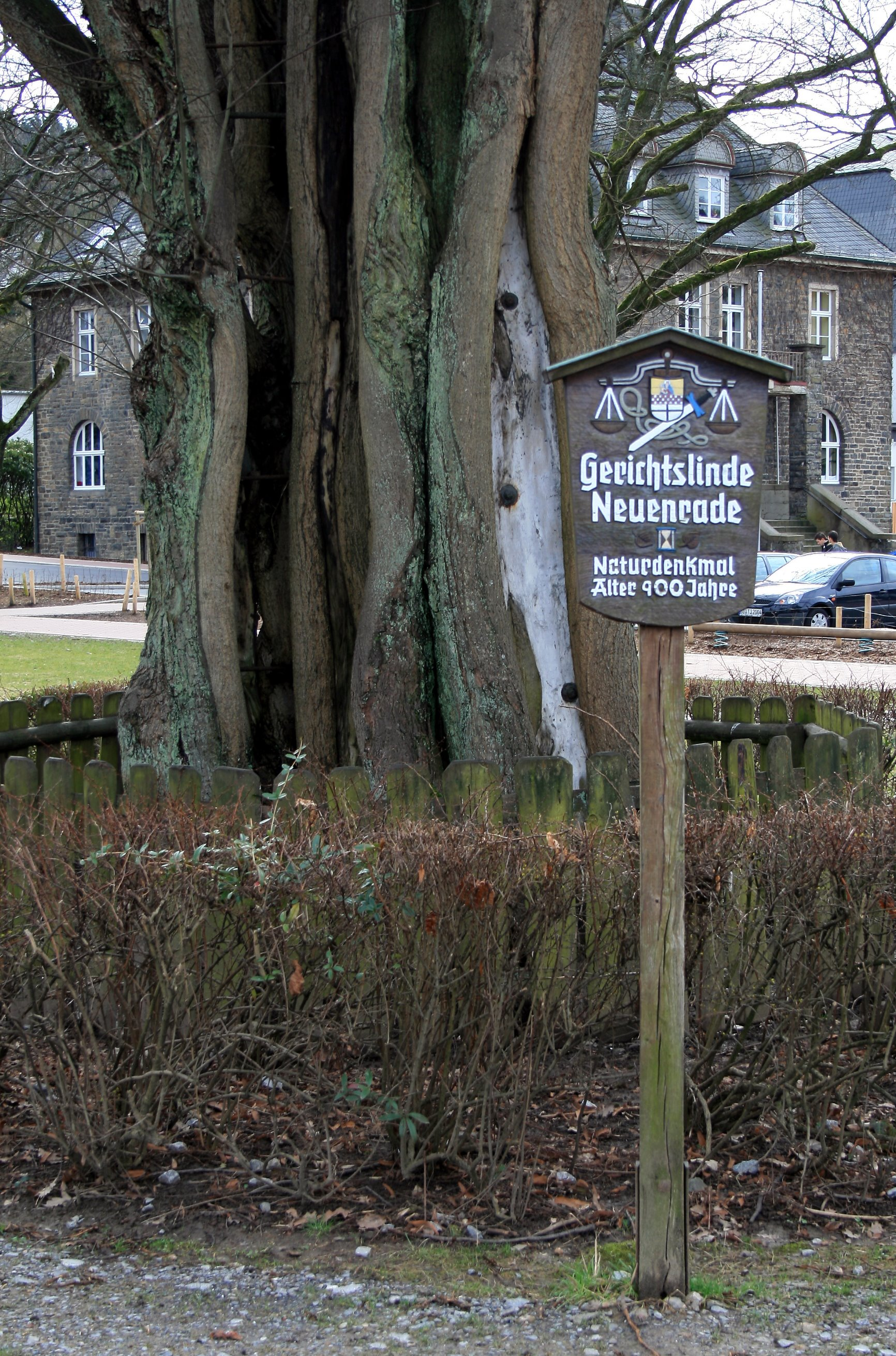
Gerichtslinde Auf dem Wall

Das Stadtgebiet gehört zum Naturpark Sauerland-Rothaargebirge. Flächen außerhalb der bebauten Ortsteile und des Geltungsbereichs eines Bebauungsplans sind als Landschaftsschutzgebiet ausgewiesen worden, sofern kein höherer Schutzstatus wie beispielsweise Naturschutzgebiet (NSG) besteht. Im Stadtgebiet liegt nur das 7 ha große Naturschutzgebiet Klef.
Im Stadtpark „Auf dem Wall“ befindet sich eine etwa 900 Jahre alte, als Naturdenkmal unter Schutz stehende Gerichtslinde. An dieser Stelle wurden im Spätmittelalter Gerichtsverhandlungen abgehalten und Urteile gefällt. Die Gerichtsbarkeit erhielt Neuenrade mit der Verleihung der Stadtrechte 1355.

### Wanderwege
Der Roden-Hennes-Weg ist ein Rundwanderweg um die Stadt. Er hat eine Länge von 10,5 Kilometern. Start- und Zielpunkt ist ein Parkplatz in Wilhelmshöhe im Westen der Stadt. Neben dem Stadtkern werden auch die Ortsteile Küntrop, Blintrop, Altenaffeln und Affeln umrundet. Benannt ist der Weg nach dem ältesten Neuenrader Bürgermeister Johann Roynleysche. Betreut und gepflegt wird der Weg von der Neuenrader Abteilung des Sauerländischen Gebirgsvereins.
Zwischen dem Waldstadion und Borke wurde 1979 ein Waldlehrpfad mit einer Länge von 4,3 Kilometern angelegt. Ziel ist die Vermittlung von Informationen über die heimische Flora und Fauna. Erklärt werden Pflanzen- und Baumarten, Vogelarten oder Pilze.
Im Stadtpark von Neuenrade befindet sich einer 200 Meter langer Geschichtspfad, der der Stadt im September 2006 anlässlich des 650. Geburtstags der Stadt von einer politischen Partei gestiftet wurde. Er besteht aus 42 Bronzetafeln, die seitlich eines Weges rund um den Park verlegt wurden. Auf den Platten sind wichtige Daten der deutschen Geschichte und der Weltgeschichte vermerkt. Ergänzt wurde er durch Daten der Stadtgeschichte, beispielsweise die ersturkundlichen Erwähnungen der Dörfer und der Stadt.

### Bodendenkmäler
Nahe dem Gut Berentrop wurde 1965 ein Rennofen entdeckt. Der aus Ton und Lehm bestehende Ofen, der aus dem 13. Jahrhundert stammt, ist gut erhalten und dokumentiert die früheste Form der Eisenverhüttung. Der Herddurchmesser beträgt 50 Zentimeter bei einer Schachthöhe von 80 Zentimetern. Experten schätzen die ursprüngliche Schachthöhe jedoch noch größer ein. 1983 wurde zum Erhalt des Rennofens eine Schutzhütte gebaut. In der Bodendenkmalliste erfolgte eine Eintragung des technischen Denkmals am 26. April 1985.
In der Homert wurden zwei kleinere Hügel entdeckt, bei denen es sich möglicherweise um Grabhügel handelt.
Auf Neuenrader Stadtgebiet befinden sich entweder ganz oder teilweise die als Bodendenkmal geschützten Landwehren Lanferschlade, Auf dem Kohlberg und Gersberg, im Ortsteil Blintrop eine Landwehr zwischen Kuschert und Vierknie. Die Landwehren schützten die Grenze der Grafschaft Mark.
Im Jahr 1998 wurden die ehemalige Burg und der Drostensitz von Gert von Plettenberg archäologisch untersucht. Der Komplex war Ausgangspunkt der Stadtgründung. Dabei wurden ein Teil der Anlage und ein Abschnitt der Stadtmauer freigelegt. Untersucht wurde unter anderem ein teichartiger Stadtgraben. Die dort ausgehobene Erde wurde zur Aufschüttung eines Walles verwandt. Neben einer Berme gehörte zur Anlage als Kern ein Wohnturm mit einer Mauerstärke von 1,7 Metern. Der Durchmesser betrug 9,2 mal 8,6 Meter. Gefunden wurden auch Reste eines Nebengebäudes aus dem 15./16. Jahrhundert.
Im Ort Gevern nahe Küntrop sind noch Reste einer Wasserburg ungefähr aus dem Jahr 1352/53 im Gelände zu erkennen. Die Überreste der Wasserburg wurden 1986 in die Denkmalliste eingetragen. Der Burgplatz war quadratisch mit abgerundeten Ecken. Er hatte einen Durchmesser von 30 bis 32 Metern. Hinzu kam ein Wassergraben. Die Burg wurde von den Grafen von Arnsberg als Schutz vor der Grafschaft Mark errichtet. Die Anlage wurde schon 1353 von Gert von Plettenberg auf Befehl von Graf Engelbert II. zerstört.

### Sport
Neuenrade verfügt mit dem Kohlberg über ein Wintersportgebiet. Weiterhin befinden sich in Neuenrade drei Sporthallen, ein Stadion mit dem Namen „Waldstadion“, ein Freibad und ein Hallenbad. Das Waldstadion hat einen Kunstrasenplatz und Anlagen für die Leichtathletik, auf dem Gelände befinden sich auch fünf Tennisplätze. Das Freibad befindet sich im Friedrichstal im Osten von Neuenrade und ist ein Warmwasserfreibad. Ausgestattet ist es mit acht Wettkampfbahnen und einem Drei-Meter-Sprungturm, daher wird es von der Schwimmabteilung des TuS Neuenrade und der DLRG als Wettkampfstätte genutzt. Die vorerst letzte Sanierung fand im Jahr 2002 statt. Das Hallenbad, das außerhalb der Freibadsaison geöffnet ist, befindet sich in Niederheide und besitzt eine Beckengröße von 16 1/3 mal 8 Metern. Die Schwimmabteilungen von TuS Neuenrade und der DLRG benutzen es als Trainingsstätte.
Ein wichtiger Sportverein ist der TuS Neuenrade. Er umfasst viele sportliche Disziplinen, unter anderem Handball, Badminton, Tischtennis, Fußball, Radsport, Skifahren, Schwimmen, Tennis und Turnen. Der Verein wurde 1862 mit einer Turnabteilung gegründet. Im Jahr 1905 folgte die Gründung eines Fußballvereins. Beide Vereine fusionierten schließlich. Die Gründungsjahre sind heute im Wappen des Vereins verewigt. Die Fußballer des TuS spielten zeitweilig eine gute Rolle im westfälischen Amateurfußball und gehörten von 1971 bis 1979 der Verbandsliga, der damals höchsten Spielklasse im deutschen Amateurfußball an.
Auch in den einzelnen Stadtteile sind Sportvereine aktiv: der SSV Küntrop, der SV Affeln 28 und der SC Altenaffeln.
Der SSV Küntrop wurde am 22. Mai 1965 im Gasthof Haus Helleckes gegründet. Allerdings war der SSV nicht der erste Sportverein des Ortes. Bereits am 13. Oktober 1902 gründete sich der Küntroper Turnverein, der 1912 mit der Ausrichtung eines Bezirksturnfestes mit 500 Mitgliedern einen ersten Höhepunkt feierte. Ursprünglich war auch der Tambourscorps Teil des Turnvereins; seine Loslösung erfolgte Mitte der 1930er Jahre. Die Krise des Vereins begann 1935. Im Zweiten Weltkrieg kam das Vereinsleben zum Erliegen, eine Wiederaufnahme der Aktivitäten nach 1945 scheiterte. Nach der Gründung des SSV Küntrop 1965 erfolgten erste Aktivitäten in der Sportart Fußball. 1970 kam die Frauengymnastik hinzu, später folgte Gymnastik für Männer. Diese beiden Abteilungen sind auch heute noch aktiv.
Am 20. April 1986 wurde der SC Altenaffeln gegründet. Die 14 Gründer waren alle Freizeit-Fußballer, der Verein wurde aber gleich als allgemeiner Sport-Club (daher das SC) gegründet. Mit Gründung der Ski-Abteilung am 13. März 1987 formierte sich aus den bisherigen Mitgliedern auch eine Fußballabteilung. Ein Jahr später am 12. Januar 1988 folgte die Gymnastikabteilung. Im Jahr 2008 zählt der Verein über 250 Mitglieder.

### Regelmäßige Veranstaltungen
Jährlich findet um den 17. März herum das Gertrüdchen, ein Pferde-, Kram- und Jahrmarkt, statt. Namenspatronin ist die Heilige Gertrud von Nivelles. Die Tradition des Festes reicht bis in das Jahr 1355 zurück, als Graf Engelbert III. mit der Vergabe der Stadtrechte Neuenrade auch das Recht zugestand, drei Jahrmärkte pro Jahr auszurichten. Im Ortsteil Küntrop ist das regelmäßige Familien- und Drachenfest zu Hause. In Küntrop findet außerdem jährlich das Musikfestival Rumo Tripot statt.
Im Schützenwesen besteht eine lange Tradition. In Neuenrade, Küntrop, Blintrop und Affeln finden alljährlich Schützenfeste statt.

### Likörspezialität
Der Buba-Bitter ist ein nach einem geheim gehaltenen Rezept hergestellter Kräuterlikör, der nur zum Gertrudenmarkt (Gertrüdchen) ausgeschenkt wird. Die Geschichte dieses Kräuterlikörs beginnt im 18. Jahrhundert, als er erstmals durch Franz Vigelius gebrannt wurde. Der alljährliche Schnapsausschank in der Gertrudenapotheke geht auf eine Schankkonzession aus dem Jahre 1835 zurück. Den Namen Buba-Bitter erhielt der Likör durch die Apotheker-Familie Buntenbach.

## Wirtschaft und Infrastruktur

### Wirtschaftsstruktur
Im gewerblichen Bereich dominieren kleinere und mittlere Unternehmen. Es existieren Firmen zur Herstellung von Gießereiwaren, von Elektrogeräten, Betriebe der Draht- und Schraubenherstellung sowie zur Verarbeitung von Leichtmetall und Kunststoff. Von den 3541 Menschen, die im Jahr 2002 sozialversicherungspflichtig beschäftigt waren, arbeiteten 2170 im verarbeitenden Gewerbe. Im Handel waren 369 und im Bereich der öffentlichen und privaten Dienstleistungen 257 Personen tätig. Nicht berücksichtigt sind dabei die Beschäftigten in der öffentlichen Verwaltung.

### Verkehr

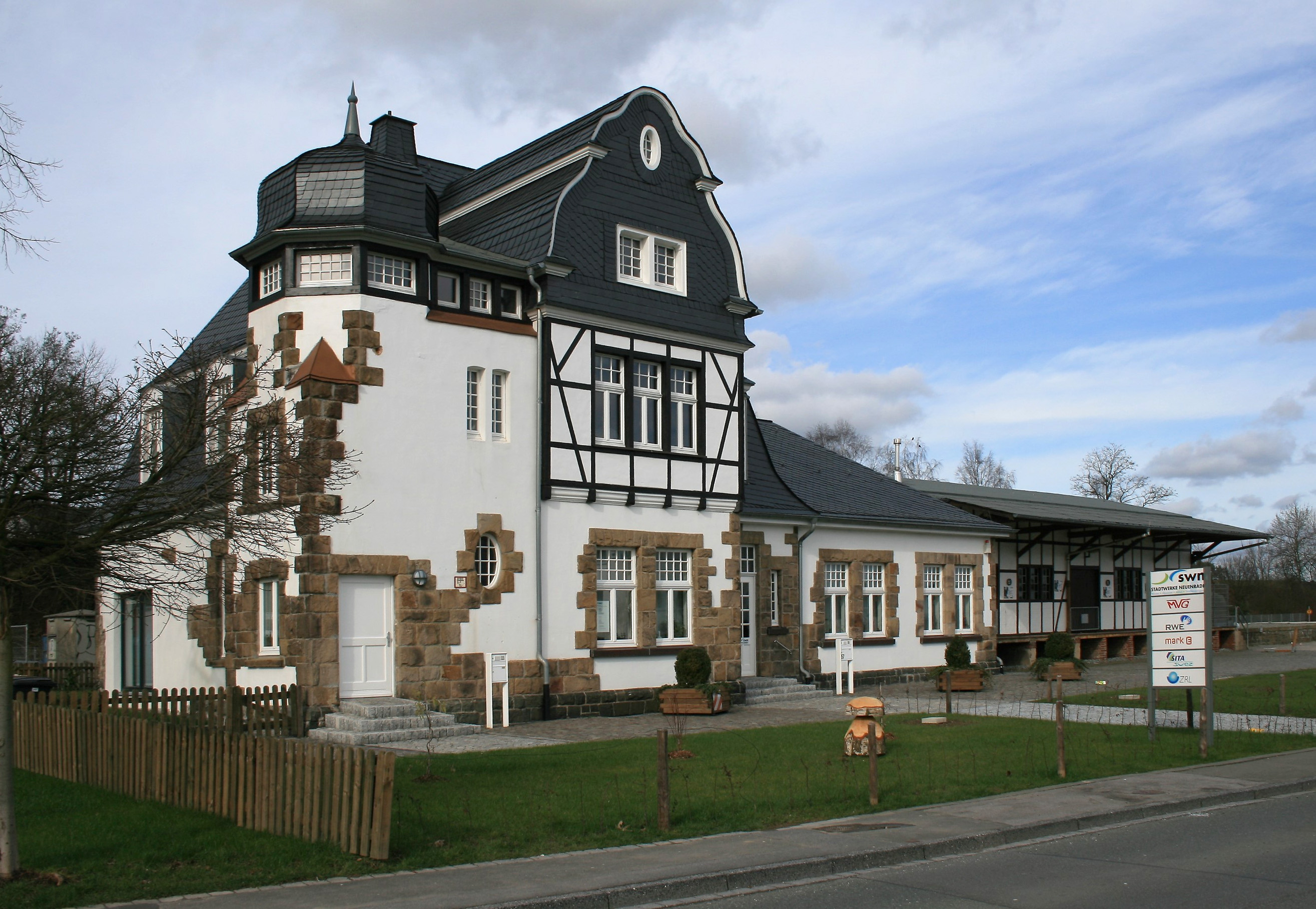
Bahnhof Neuenrade

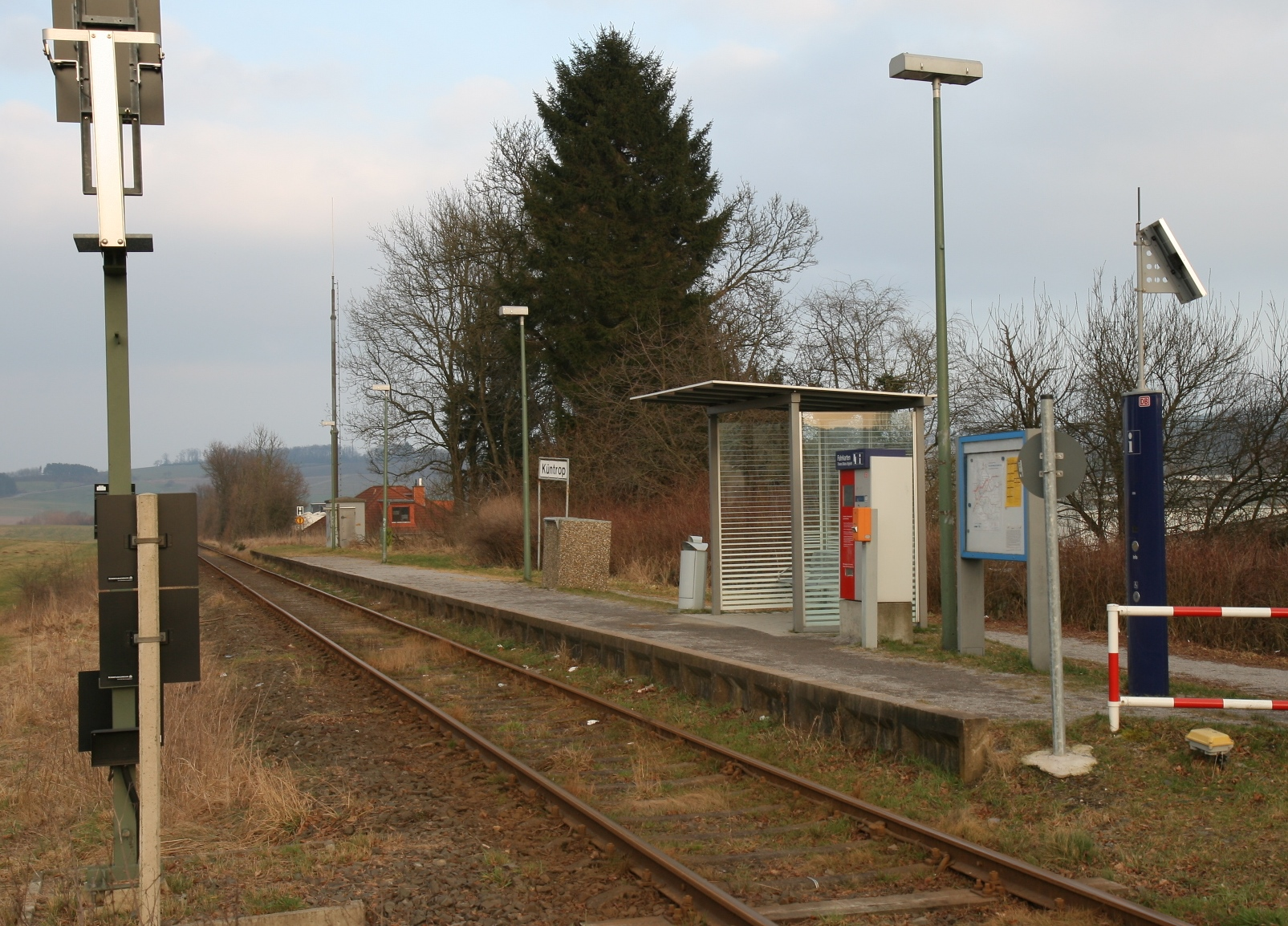
Haltepunkt Küntrop

Die nächsten Autobahnanschlüsse sind Lüdenscheid an der A 45 und Iserlohn an der A 46. Durch das Gebiet der Stadt verläuft die Bundesstraße 229.
In Neuenrade endet die Eisenbahnstrecke Menden–Neuenrade, auf der die Hönnetal-Bahn aus Richtung Unna über Fröndenberg/Ruhr, Menden (Sauerland) und Balve verkehrt. Im Stadtgebiet befinden sich der Haltepunkt „Küntrop“ und der Endhaltepunkt „Neuenrade“. Der Bahnhof Neuenrade wurde am 27. März 2003 unter Denkmalschutz gestellt.
| Linie | Verlauf | Takt                                            |
| ----- | --- | ----------------------------------------------- |
| RB 54 | Hönnetal-Bahn Fröndenberg – Bösperde – Menden (Sauerland) – Menden (Sauerland) Süd – Lendringsen – Binolen – Volkringhausen – Sanssouci – Balve – Garbeck – Küntrop – Neuenrade Stand: Fahrplanwechsel Dezember 2023 | 60 min (werktags) 120 min (sonn- und feiertags) |

Der Busverkehr wird heute überwiegend durch die Märkische Verkehrsgesellschaft (MVG) und die Busverkehr Ruhr-Sieg (BRS) sowie den Bürgerbus Neuenrade sichergestellt.
Der Flugplatz Werdohl-Küntrop (ICAO-Code EDKW), der vom Luftsportverein Sauerland betrieben wird, liegt an der östlichen Stadtgrenze im Ortsteil Küntrop in Nachbarschaft zur Stadt Balve. Zu den Aktivitäten gehören unter anderem Segelflug, Motorflug und Modellflug.

### Medien
Der Märkische Zeitungsverlag ist Verleger des Süderländer Volksfreundes, der bereits seit Ende des 19. Jahrhunderts in Neuenrade erscheint. Online sind die Lokalmeldungen auf der Plattform von come-on.de abrufbar. Radio MK ist in Neuenrade terrestrisch unter 97,2 MHz und über Kabel unter 99,25 MHz zu empfangen.

### Öffentliche Einrichtungen
Das Rathaus befindet sich zentral im Kernort Neuenrade an den Straßen Alte Burg, Am Wall und Hinterm Wall. Die meisten und wichtigsten öffentlichen Einrichtungen sind in der Straße Niederheide angesiedelt: Die Stadtbücherei, die Aula der städtischen Gemeinschaftshauptschule, das Jugendzentrum, das Hallenbad und ein Sportplatz. Zwei weitere wichtige öffentliche Einrichtungen im Bereich Sport sind das Freibad in Friedrichstal und das Waldstadion.

### Bildung
In Neuenrade gibt es neben den zwei Grundschulen mit der Hönnequell-Schule eine weiterführende Gemeinschaftsschule für die Sekundarstufe I. Die Schule auf der Niederheide startete im Schuljahr 2011/2012 und übernahm die Räume der alten Hauptschule. Die Hauptschule läuft in den nächsten Schuljahren aus. Sie wurde 1969 „Auf der Niederheide“ erbaut, nachdem die Volksschule, die sich in den Räumen der Burggrundschule befand, aufgelöst worden war.
Außerdem ist in Neuenrade die Freie Waldorf-Dorfschule ansässig. Die Schulgebäude befinden sich seit Juli 2002 am Remmelshagen; gegründet wurde sie 1997 in Werdohl. Die freie Schule auf der Grundlage der Waldorfpädagogik wird durch die Schulaufsicht der Bezirksregierung Arnsberg beaufsichtigt. Seit Schuljahr 2006/2007 wird die Freie Waldorf-Dorfschule Neuenrade auch als Offene Ganztagsgrundschule geführt.

### Öffentliche Sicherheit
Die Freiwillige Feuerwehr Neuenrade besteht aus zwei Löschzügen. Zum Fuhrpark zählen 14 Einsatzfahrzeuge und ein Fahrzeug der Jugendfeuerwehr, die von ca. 125 aktiven Mitgliedern (inkl. Jugendfeuerwehr) genutzt werden. Der Löschzug I stellt den Brandschutz in der Kernstadt sicher. Der Löschzug II setzt sich aus der Löschgruppe Küntrop und der Löschgruppe Affeln zusammen. Eine kleine Besonderheit sind die „First-Responder“, die bei bestimmten Rettungsdienst- und Notfalleinsätzen ausrücken und qualifizierte Erste Hilfe leisten, bis der Rettungsdienst eintrifft.
Der Rettungsdienst wird in Neuenrade durch die Rettungswachen des Märkischen Kreises in Werdohl und Balve abgedeckt.
Das nächstgelegene Krankenhaus befindet sich in Werdohl.
Neuenrade ist der Polizeiwache Werdohl zugeordnet. Es besteht eine Polizeidienststelle, die tagsüber besetzt ist.

## Persönlichkeiten

### Ehrenbürger und Ehrenringträger

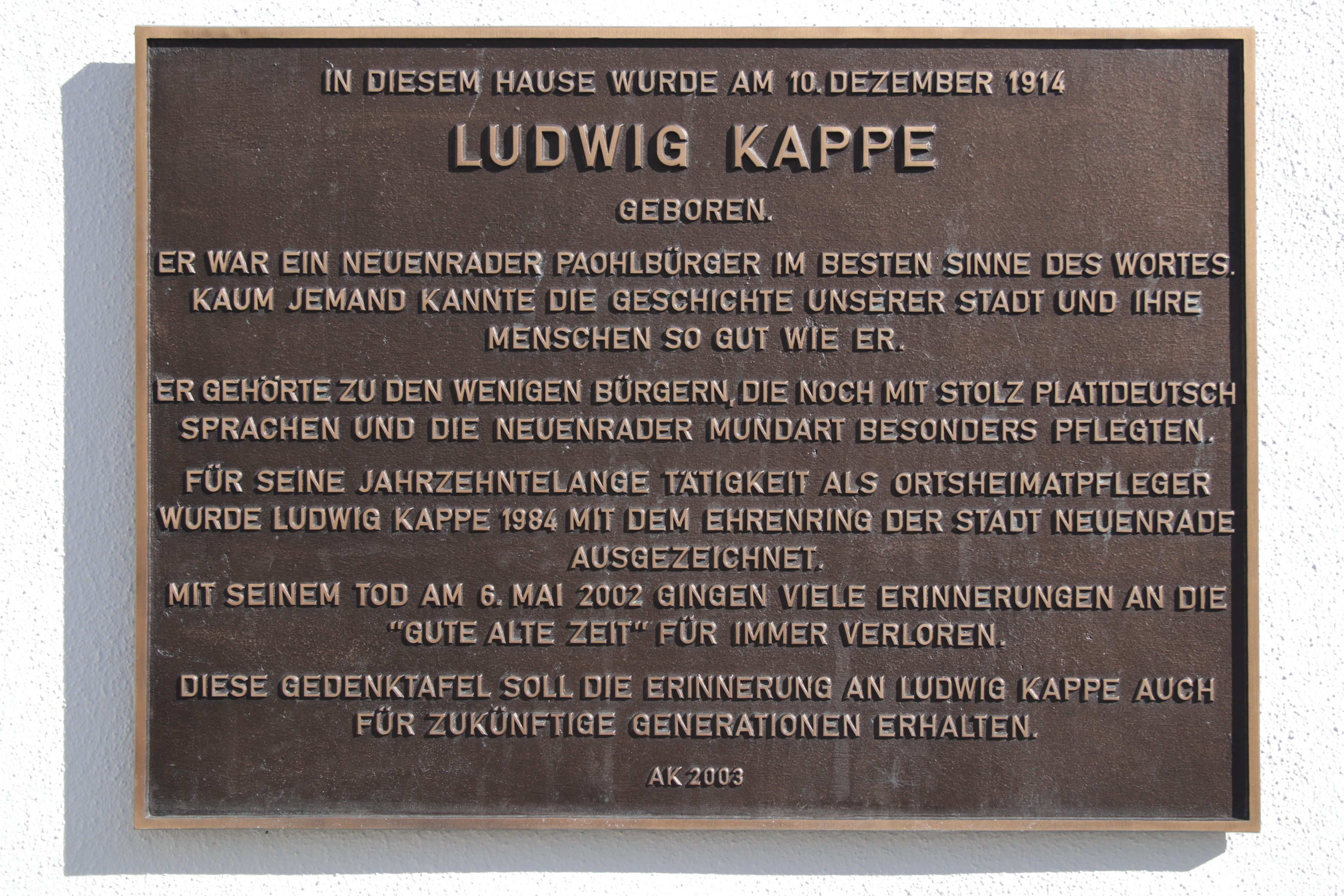
Gedenktafel für Ludwig Kappe an dessen Geburtshaus Kletterpot 6

- Klaus Klinke (* 24. August 1918; † 19. Juni 2014), Unternehmer, wurde 1976 von der Stadt der goldene Ehrenring verliehen. 1981 erhielt Klinke für politische, berufliche und gesellschaftliche Leistungen das Bundesverdienstkreuz.[70]
- Ludwig Kappe (* 10. Dezember 1914; † 6. Mai 2002) wurde 1984 für seine jahrzehntelange Tätigkeit als Ortsheimatpfleger mit dem Ehrenring ausgezeichnet.
- Josef Wegener (* 1922; † 16. Dezember 2007), Träger des Bundesverdienstkreuzes, wurde 1989 für seine Arbeit in der Kommunalpolitik und sein ehrenamtliches Engagement mit dem Ehrenring ausgezeichnet.[71]
- Hans Schmerbeck (* 10. September 1926; † 12. Juni 2005), ehemaliger Bürgermeister der Stadt, wurde am 3. Oktober 1999 für seine Verdienste um die Stadt zum ersten Ehrenbürger der Stadt ernannt.[31] Hans Schmerbeck war seit 1983 Träger des Bundesverdienstkreuzes am Bande und seit 1991 Träger des Bundesverdienstkreuzes Erster Klasse.[72]
- Arnold Menshen (* 6. August 1928; † 23. Dezember 2012), Unternehmer, wurde am 3. Oktober 2005 der Ehrenring der Stadt Neuenrade für seine Verdienste um die Stadt verliehen.

### Söhne und Töchter der Stadt
- Hermann Wilken (1522–1603), Humanist und Mathematiker, auch unter dem Pseudonym Augustin Lercheimer bekannt, wurde 1522 in Neuenrade geboren. Nachdem er in Frankfurt (Oder) und in Wittenberg studiert (unter anderem bei Philipp Melanchthon) und eine längere Lehrtätigkeit absolviert hatte, kehrte er 1564 kurzzeitig in seine Heimatstadt zurück. Dort wurde er als Nichttheologe vom Rat der Stadt Neuenrade, sein Bruder war dort Bürgermeister, mit der Abfassung einer evangelischen Kirchenordnung beauftragt. Wilken starb 1603 in Heidelberg.
- Rudolf Schniewindt (1875–1954) wurde auf Gut Berentrop in Neuenrade geboren. Er war ein hoher Offizier während der beiden Weltkriege.
- Wunibald Maria Brachthäuser (1910–1999) wurde im Neuenrader Ortsteil Küntrop geboren. Er war Domprediger in Köln, wo er sich 1948 bei der 700-Jahr-Feier des Kölner Doms internationales Ansehen erwarb. Bekannt wurde er auch als langjähriger Beichtvater von Joseph Kardinal Höffner.
- Franz Tillmann (1905–1979), deutscher Beamter, zuletzt Staatssekretär und Leiter der Staatskanzlei von Nordrhein-Westfalen sowie Industrievertreter.
- Bernd Ulrich Biere (* 1947), Sprachwissenschaftler und Hochschullehrer
- Klaus Pfeffer (* 1963), Generalvikar des Bischofs von Essen und Moderator der Bischöflichen Kurie sowie Päpstlicher Ehrenkaplan mit dem Titel Monsignore.[73]
- Marc Nölke (* 1973), ehemaliger deutscher Skispringer und heutiger Skisprungtrainer, Referent, Coach und Experte für Skisprungsport.

### Persönlichkeiten, die vor Ort wirken oder gewirkt haben
- Karl Junker (1905–1995) war ein deutscher Komponist im Problemschach und Schriftsteller im Schach. Er war Leiter der Volksschule sowie der Volkshochschule Neuenrade.
- Erich Reusch (1925–2019) war ein deutscher Bildhauer und freier Architekt, der in Neuenrade lebte und arbeitete.
- Ulrike Herfeld (1945–2019) war eine deutsche Künstlerin. Sie lebte und arbeitete lange Zeit in Neuenrade.